# Viļaka
Viļaka (Marienhausen pour les Germano-Baltes, Ви́ляка Vílyaka pour les Russes) est une ville dans l'est de la Lettonie et le nord-est de la province de Latgale. Elle est située au bord du lac homonyme (Viļakas ezers) et traversée par le cours d'eau Kira. Elle a 1 525 habitants pour une superficie de 6,4 km2. Non loin passe la route P35 (Gulbene—Balvi—Viļaka—Vientuļi) et la P45 (Viļaka—Kārsava).
Viļaka acquit le statut de ville le 8 octobre 1945. Jusqu'à la réforme territoriale du 2009, elle faisait partie du district de Balvi (Balvu rajons). Aujourd'hui, c'est le centre administratif de Viļakas novads.

## Galerie

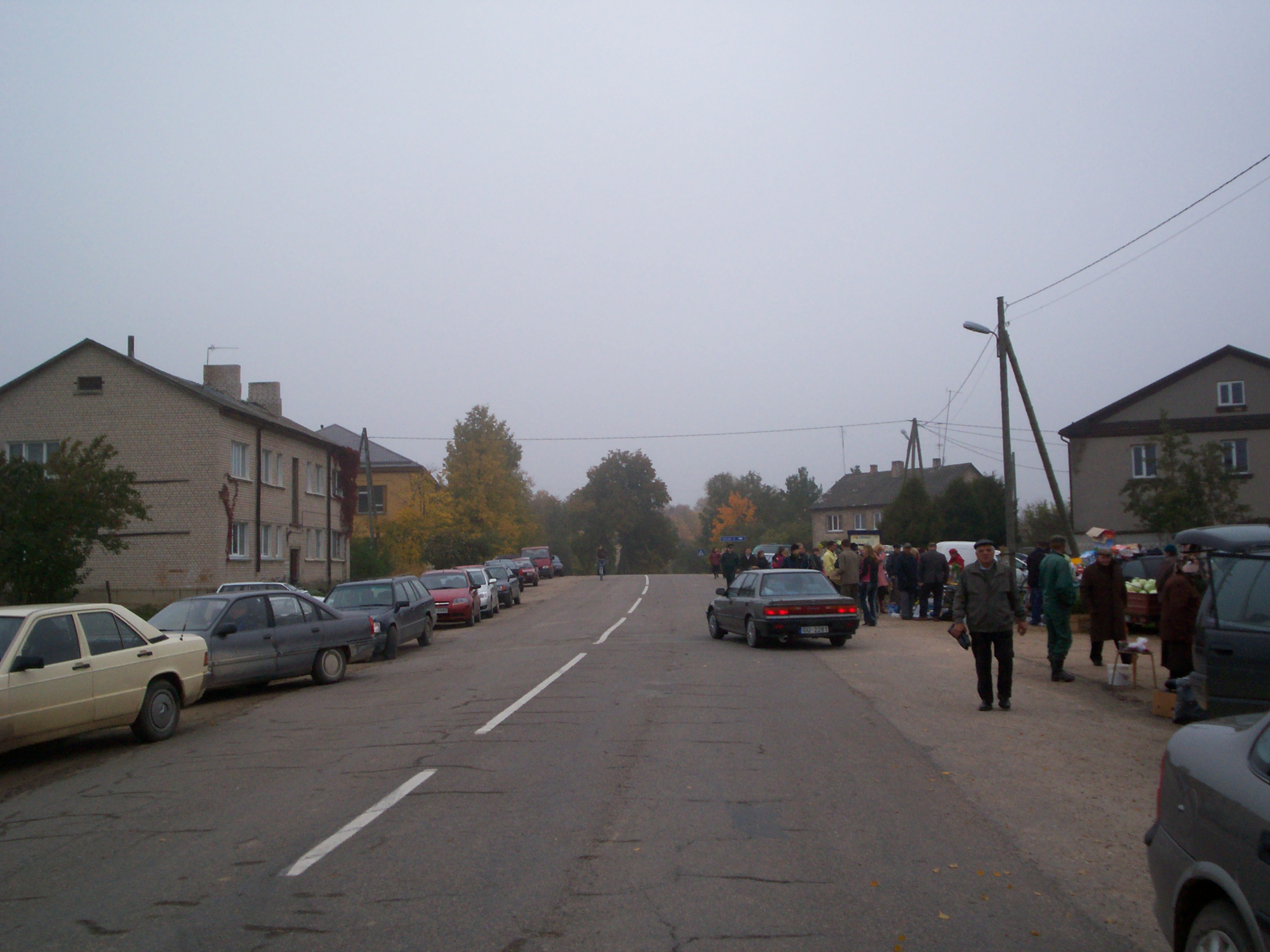
Jour du marché à Viļaka, rue Abrenes
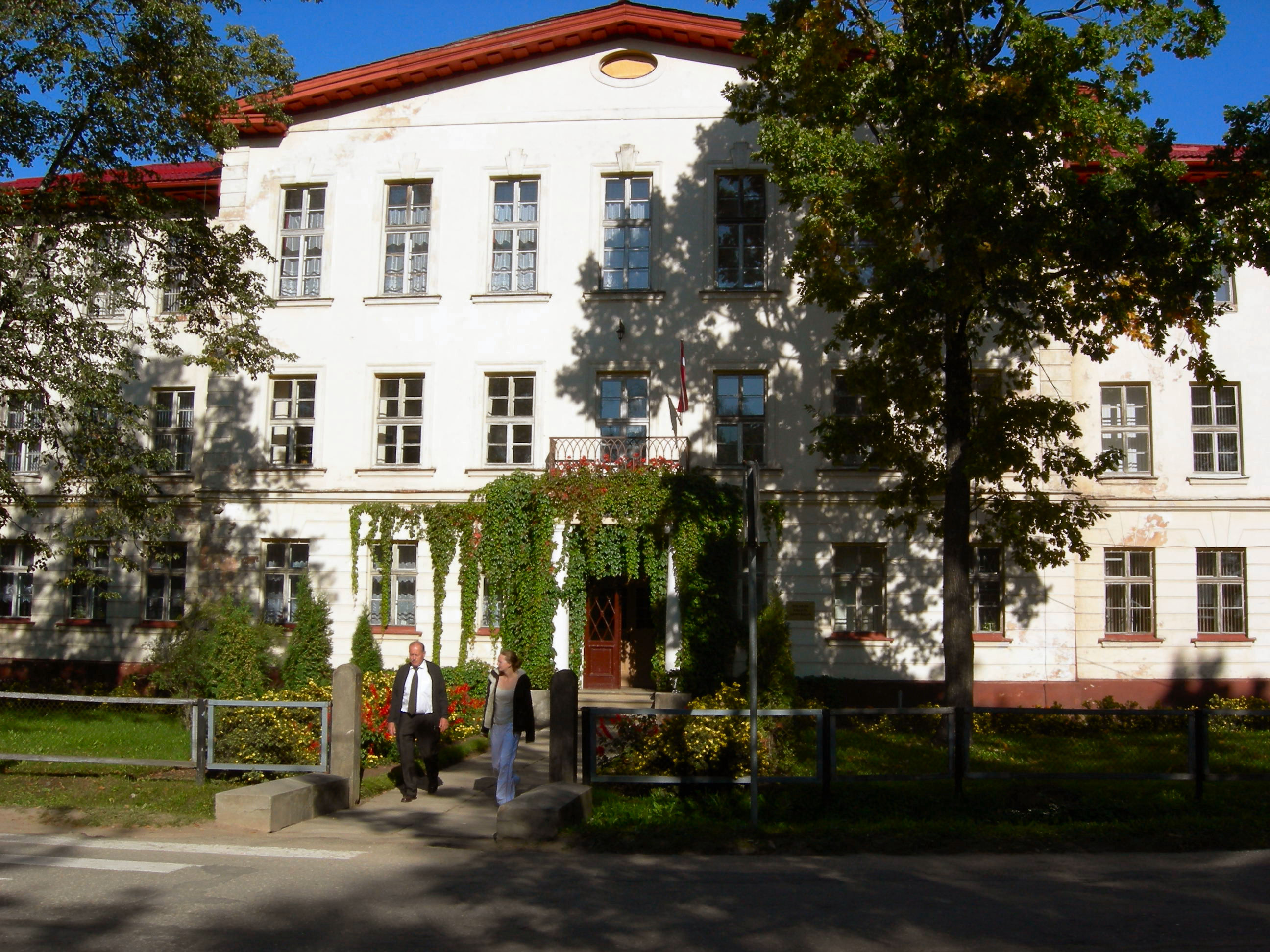
Lycée national de Viļaka
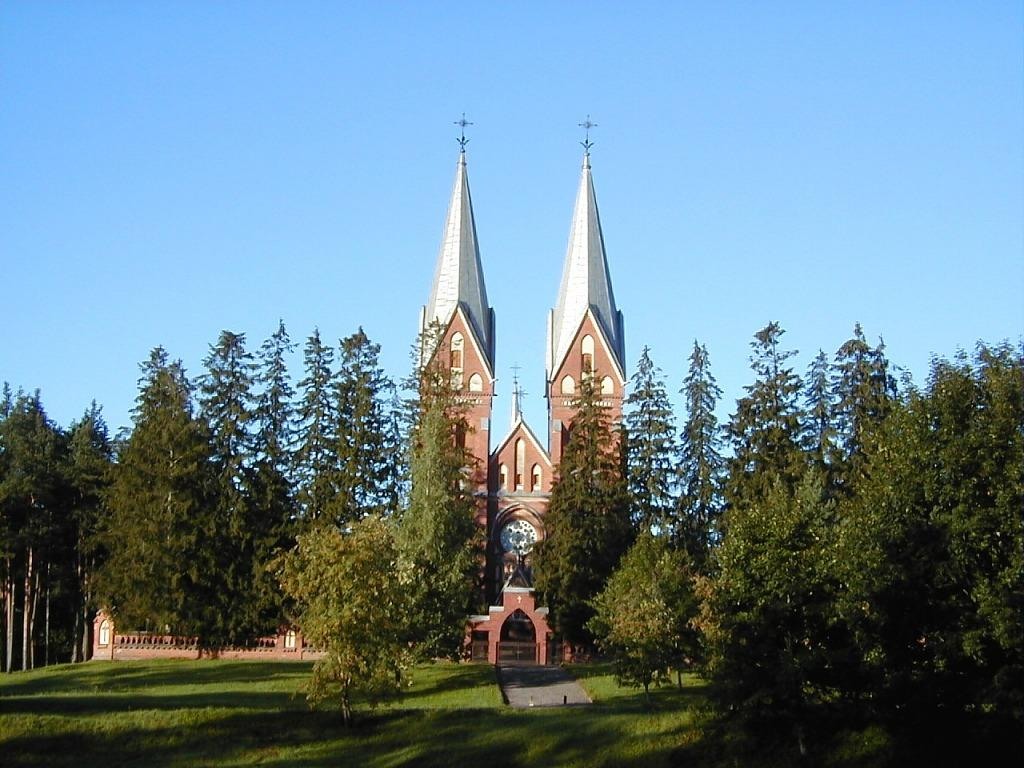
Église catholique de Viļaka
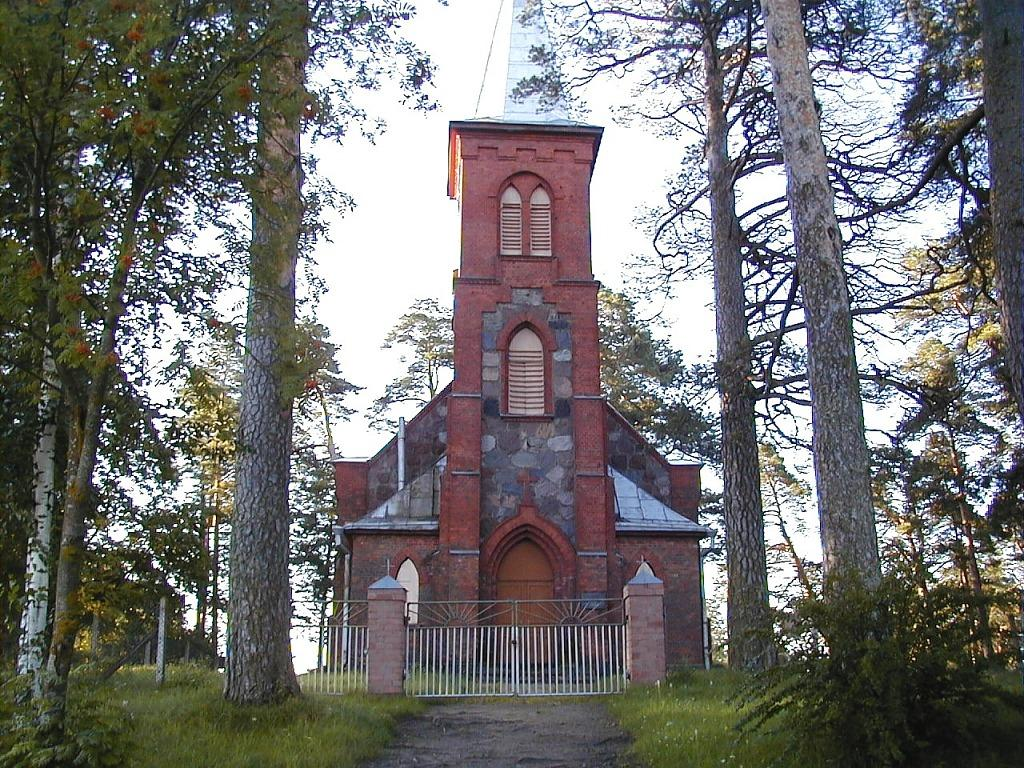
Église luthérienne de Viļaka
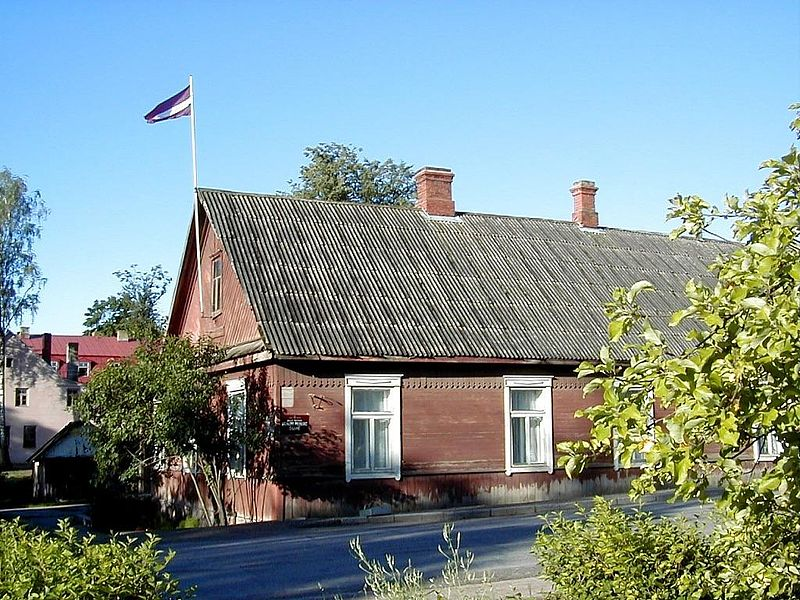
Musée d'histoire régionale de Viļaka
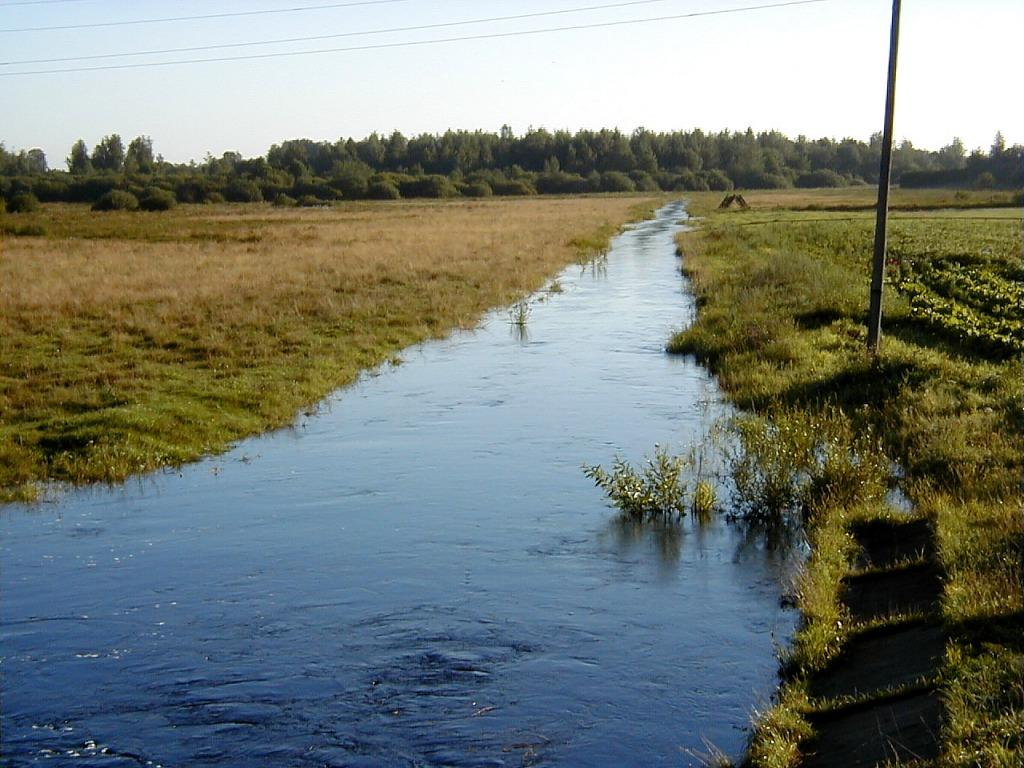
La Kira à Viļaka